# Ferdinand Daučík
Ferdinand Daučík (Šahy, 30 mei 1910 – Alcalá de Henares, 14 november 1986) - alias Fernando Daucik - was een Slowaakse voetballer en voetbalcoach. Hij was als coach vooral succesvol in Spanje, waar Daučík in totaal 488 competitiewedstrijden coachte.

## Loopbaan als voetballer
Daučík speelde als verdediger bij Slovan Bratislava (1930-1934) en Slavia Praha (1930-1941). Met Slavia werd hij in 1935 en 1937 landskampioen van Tsjecho-Slowakije. In 1938 werd bovendien de Mitropa Cup gewonnen. Daučík speelde vijftien interlands in het Tsjecho-Slowaaks nationaal elftal. Hij behoorde tot de selecties voor het WK 1934 in Italië en het WK 1938 in Frankrijk. Alleen in 1938 kwam de verdediger tot spelen.

## Loopbaan als coach
Na zijn loopbaan als voetballer werd Daučík in 1942 trainer bij zijn oude club Slovan Bratislava. Bij deze club kwam hij in contact met de Hongaars-Slowaakse stervoetballer Ladislao Kubala. Kubala trouwde in 1947 met de dochter van Daučík, Anna Viola. Nadat Kubala na zijn terugkeer naar Hongarije enige tijd door de communistische regering gevangen was gezet wegens vermeend landverraad, besloot de familie Daučík-Kubala te vluchten naar Italië.
Omdat politieke vluchtelingen van de wereldvoetbalbond FIFA geen officiële wedstrijden voor een club mochten spelen, werd onder leiding van Daučík een elftal opgericht met gevluchte spelers uit de communistische landen, die vriendschappelijke wedstrijden speelde tegen vele clubs. Na een tour door Italië en Engeland kwam het team in 1950 in Spanje aan. Hier maakte het elftal en vooral Kubala grote indruk en de interesse van zowel Real Madrid als FC Barcelona was gewekt.
FC Barcelona won de strijd op de sterspeler, voor wie vervolgens de Spaanse nationaliteit werd aangevraagd zodat hij officiële wedstrijden kon spelen, en Daučík werd op uitdrukkelijk verzoek van Kubala aangesteld als trainer. Onder leiding van Daučík won de Catalaanse club tweemaal de Spaanse landstitel (1952, 1953), driemaal de Copa de España (1951, 1952, 1953) en tweemaal de Copa Eva Duarte (1952, 1953). In 1954 verliet Daučík FC Barcelona na hevige conflicten met enkele spelers.
Hij ging aan de slag bij Athletic de Bilbao, waar de Slowaak in 1956 de Spaanse landstitel en in 1955 en 1956 de Copa de España won. Vervolgens was Daučík in Spanje als coach actief bij Atlético de Madrid (1957-1959), Real Betis (1960-1963), Real Murcia (1963-1964), Sevilla FC (1964-1965), Real Zaragoza (1965-1967), Elche CF (1967-1968) en RCD Espanyol (1970-1971). Buiten Spanje was hij werkzaam bij het Portugese FC Porto (1959-1960) en het Canadese Toronto Falcons (1968).